# Amorgos
Amorgos (Grieks: Αμοργός) is een eiland en gemeente (dimos) dat behoort tot de Cycladen, een Griekse eilandengroep die zich in de Egeïsche Zee bevindt, ten oosten van de Peloponnesos in de Griekse bestuurlijke regio (periferia) Zuid-Egeïsche Eilanden.
Amorgos is het meest oostelijk gelegen eiland van de eilandengroep. Het ligt ten zuidoosten van het eiland Naxos en ten noordoosten van Santorini en is ongeveer 40 km lang en op het breedste punt 5 km breed. In 2001 had het eiland 1859 permanente inwoners. In het hoogseizoen zijn dit er bijna 10.000.
Het eiland heeft meerdere kleine dorpjes. Het hogergelegen Chora is de hoofdstad. De belangrijkste haven is Katapola, in het noorden ligt een kleinere haven, Egiali. Verder heeft het eiland het bekende Byzantijns klooster Panaghia Chozoviotissa dat stamt uit 1088.
In 1987 werd een groot gedeelte van de cult-film Le Grand Bleu er gedraaid, een van de grootste successen uit de Franse filmgeschiedenis van regisseur Luc Besson, waardoor het eiland vooral in Frankrijk in korte tijd zeer bekend werd. De toeristen zijn dan ook om die reden nog steeds overwegend Frans. 

## Externe link

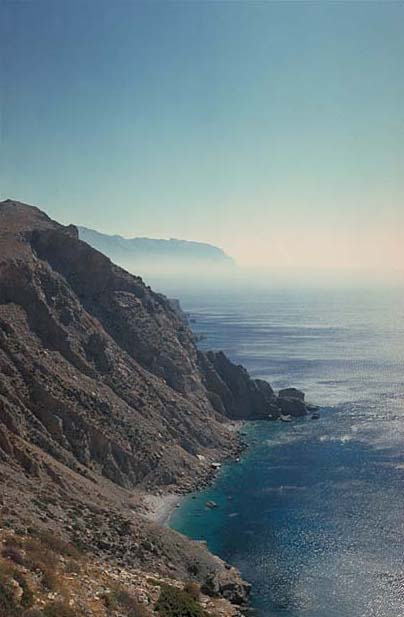
Amorgos in de Cycladen
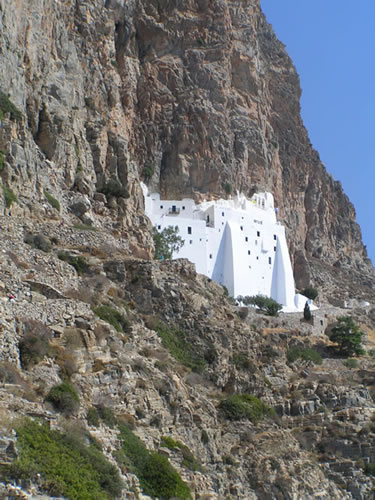
Het klooster Panaghia Chozoviotissa